# Trubarevac
Trubarevac (cyr. Трубаревац) – wieś w Serbii, w okręgu zajeczarskim, w gminie Sokobanja. W 2011 roku liczyła 511 mieszkańców.